# انتقام بگیر
انتقام بگیر (انگلیسی: Do Revenge) فیلمی آمریکایی در ژانر کمدی نوجوان به کارگردانی جنیفر کیتین رابینسن است که فیلم‌نامهٔ آن را در کنار سلست بالارد به نگارش درآورده است. در این فیلم کامیلا مندس، مایا هاک، آستین آبرامز، ریش شاه و سارا میشل گلر ایفای نقش می‌کنند. داستان این فیلم از تریلر بیگانگان در ترن آلفرد هیچکاک الهام گرفته شده‌است.
انتقام بگیر در ۱۶ سپتامبر ۲۰۲۲ از طریق نتفلیکس منتشر شد. این فیلم به‌طور کلی نقدهای مثبتی را از منتقدان دریافت کرده‌است.

## خلاصهٔ داستان
دو دانش‌آموز دبیرستانی در پام بیچ، فلوریدا به‌نام دریا و النور، زندگی خود را سرنگون و از سوی دبیرستان خود طرد می‌شوند. دریا پس از فاش شدن ویدیوی برهنه از خودش که در ابتدا فقط برای دوست پسرش، مکس ارسال کرده بود، احساس شرمساری می‌کند. النور زمانی که شایعات در مورد پایین آوردن کاریسا و تلاش برای بوسیدن او پخش شد، مطرود می‌شد. دریا و النور با هم دوستی می‌کنند و توافق می‌کنند که به دنبال زورگوهای یکدیگر بروند.

## بازیگران
- کامیلا مندس در نقش دریا تورس
- مایا هاک در نقش النور لوتان/ نورا کاتلر
- آستین آبرامز در نقش مکس بروسارد
- ریش شاه در نقش روس
- تالیا رایدر در نقش گابی بروسارد
- آلیشا بو در نقش تارا
- آوا کاپری در نقش کاریسا
- جاناتان دیویس در نقش الیوت
- پاریس برلک در نقش مگان
- مایا رفیکو در نقش مونتانا
- سوفی ترنر در نقش اریکا نورمن
- ریچل متیوز در نقش آلگرا
- الیزا بنت در نقش جسیکا
- فرانچسکا رئاله در نقش آریانا
- اولیویا سویی در نقش سیج
- جود تیموتی هریس در نقش پیتر
- تاد آلن دورکین در نقش نوریس معاون مدیر
- فیبی فرنچ در نقش ویلو
- فی لیزارد در نقش برنده اسکار اولیویا کولمن
- سارا میشل گلر در نقش مدیر مدرسه[۳][۴]

## تولید

### انتخاب بازیگران
در ۱۴ اکتبر ۲۰۲۰ گزارش شد که نتفلیکس در حال ساخت این فیلم است که در آن زمان بیگانگان نام داشت. جنیفر کیتین رابینسون با الهام از فیلم بیگانگان در ترن (۱۹۵۱) ساختهٔ آلفرد هیچکاک، نویسندگی و کارگردانی این فیلم را به عهده گرفت. در نوامبر ۲۰۲۰، کامیلا مندس و مایا هاک به‌عنوان عضو گروه بازیگران اعلام شدند. اعضای دیگر بازیگران در اوایل سال ۲۰۲۱ اعلام شدند.

### فیلم‌برداری
قرار بود تصویربرداری اصلی در اوایل سال ۲۰۲۱ در لس آنجلس انجام شود، اما به آتلانتا، جورجیا و میامی، فلوریدا تغییر یافت و داستان فیلم پس از بازنویسی در میامی اتفاق افتاد. فیلم‌برداری ابتدا در اوت ۲۰۲۱ به پایان رسید و مراحل بعدی تولید در اوت ۲۰۲۲ اتفاق افتاد.

## انتشار
این فیلم در ۱۶ سپتامبر ۲۰۲۲ از طریق نتفلیکس منتشر شد.

## پذیرایی
در وبگاه جمع‌آوری نقد راتن تومیتوز، ٪۸۳ از ۴۲ بررسی منتقدان مثبت است و میانگینِ امتیاز آن ۶٫۵/۱۰ است. در متاکریتیک، این فیلم بر اساس نقد ۱۴ منتقد امتیاز ۶۶ از ۱۰۰ را کسب کرده که نشان‌گر «نقدهای به‌طور کلی مطلوب» است.
امی نیکلسون از نیویورک تایمز به این فیلم نمره B داد و آن را به‌عنوان «یک طنز بازیگوش و تند و تیز توصیف کرد که شبیه کمدی نوجوان دهه ۹۰ است که در شکلک‌های مدرن آراسته شده‌است: تاج، چاقو، آتش، صورت چشمک.» مت زولر سیتس از RogerEbert.com به فیلم ۳ ستاره از ۴ ستاره داد و گفت: «این فیلم موفق می‌شود تمام تأثیرات خود را در یک فیلم متمایز ترکیب کند.»